# Oxygène
《Oxygène》은 장미셸 자르의 음반이다. 전 세계적으로 약 1800만 장을 판매하여, 프랑스 음반 목록 사상 최대 성공작 중 하나로 골드를 기록하였다.1977년 5월 13일부터 18주간 비연속 1위에 올랐다.

## 수록곡

### LP
1. A1 "Oxygène Part I" – 7:40
2. A2 "Oxygène Part II" – 8:20
3. A3 "Oxygène Part III" – 2:50
4. B1 "Oxygène Part IV" – 3:50
5. B2 "Oxygène Part V" – 11:10
6. B3 "Oxygène Part VI" – 5:55

### CD
1. "Oxygène Part I" – 7:40
2. "Oxygène Part II" – 7:37
3. "Oxygène Part III" – 3:24
4. "Oxygène Part IV" – 4:06
5. "Oxygène Part V" – 10:26
6. "Oxygène Part VI" – 6:24

## 배경
파트리크 쥐베를 위해 작업한 음반 2장, 《Mort Ou Vif》, 《Paris By Night》에 대한 찬사가 울려 퍼지자, 프랑스인으로는 이례적으로 갑자기 미국을 포함한 곳곳에서 작업 요청이 쇄도하였다. 그럼에도 예술가로서 경력을 쌓으려 휴가가 필요하다고 하거나 중요한 생일 파티에 간다고 당찮은 핑계를 대면서 거절할 수밖에 없었다.
드러머나 가수가 없다. 라디오에서 재생할 3분 팝송이 없다. 영어권 사람들이 보기에 그는 프랑스인이라는 이유로 아일랜드 레코드를 비롯한 대부분의 음반사로부터 거절당하였다. 결국 프랑스 소규모 음반사가 발매하였다. 라디오1이 어느 밤 음반 전체를 방송하였다. 라디오 방송국은 난색을 표하고 있어 고급 음향 기기 매장에서 홍보를 하였다. 비인기 전자 음악 연주곡이라 지하 언론의 후원을 받아 처음에는 냉담한 반응을 보였는데, 라디오 방송 없이 2, 3개월 만에 6만 장이 팔렸다.어떤 사람들은 한 면에서 백색 잡음 같은 것으로 시작하여 마스터링상 제조 결함이 있다고 불평하며 회사에 반품하였다.
어느 날 발매되고 얼마 안 있어 음반사 대표 프랑시스 드레이퓌스와 샹젤리제 거리를 산책하다 샹 디스크라고 하는 음반 가게 앞을 지나는데 엘튼 존이 《Oxygène》 음반 10장을 들고 나오는 장면을 목격하였다. 이것은 일이 순조롭게 진행된다는 일례로 기억되었다.

## 작의
라벨과 드뷔시가 접근한 인상주의 시각에 따라 블루스나 아프리카 뿌리를 배제한 유럽 고유의 정체성이 드러나는 음악을 추구하였다.
기계 같은 신시사이저를 고려하지 않고 모방 문제에서 벗어나는 전자 음악이 존재할 수 있다는 것을 보여주려고 하였다. 독일의 기계 예찬 방식인 초기계적 실험 음악과 전혀 행성 같지 않지만 하늘과 지구 사이의 다른 구조로써 더 라틴적이고 선율적인 쪽 사이의 길을 찾으려고 노력하였다. 나중에 하우스 음악에서 많이 사용하는 꽤 민감한 드럼 머신을 갖고 핑크 플로이드의 몽환적인 스타일과 디스코 쪽 사이를 대상으로 삼았다. 키보드를 작동하여 위상 효과 및 기타 효과를 표현한 최초 음반이다.

## 녹음
샹젤리제 근처 트레무아유 거리에 자리한 자택 아파트 내 구식 욕실을 개조한 홈 스튜디오에서 스컬리 8트랙 녹음기에 엠펙스 256과 3M 테이프를 혼합하여 녹음을 마쳤다. 그 다음 강 스튜디오에서 믹싱하려고 빌레타뇌즈의 보그 스튜디오에서 8트랙을 16트랙으로 옮겼다.

## 일화
1977년, 네덜란드 라디오와 텔레비전은 네덜란드 기차 인질극에 관련된 남말루쿠 테러분자 집단에게 진정 효과를 얻을 목적으로 방송한 적 있었다.

## 제작진
- 작곡, 프로듀서, 연주 - 장미셸 자르 – ARP 2600, EMS 신시 AKS, EMS VCS3, RMI 하모닉 신시사이저, 파르피사 프로페셔널 오르간, 에미넨트 310 유니크 전자 오르간, 멜로트론, 코르그 미니팝스-7, 테레민
- 엔지니어[보조] - 파트리크 풀롱(Patrick Foulon)
- 엔지니어[믹싱] - 장-피에르 자니오(Jean-Pierre Janiaud)
- 사진[앞면] - 미셸 그랑제르(Michel Granger)
- 사진[뒷면] - 데이빗 베일리(David Bailey)
- 마스터링 - Translab
- 프레싱 - A.R.E.A.C.E.M.
- 인쇄 - I.D.N.

## 차트 및 인증
| 순위 (1977)                      | 최고 순위 |
| -------------------------------- | --------- |
| 프랑스 (프랑스 음반 협회)        | 1         |
| 오스트리아 (Ö3 오스트리아 탑 40) | 10        |
| 독일 (GfK 엔터테인먼트 차트)     | 8         |
| 네덜란드 (메하하르츠)            | 4         |
| 뉴질랜드 (리코디드 뮤직 NZ)      | 3         |
| 노르웨이 (VG-리스타)             | 9         |
| 스웨덴 (스베리예토프리스탄)      | 3         |
| 영국 (오피셜 차트 컴퍼니)        | 2         |
| 미국 빌보드 200                  | 78        |

| 국가                                                            | 인증     | 판매량/출하량 |
| --------------------------------------------------------------- | -------- | ------------- |
| 오스트레일리아 (ARIA)                                           | 플래티넘 | 50,000^       |
| 벨기에                                                          | —        | 25,000        |
| 캐나다 (뮤직 캐나다)                                            | 플래티넘 | 100,000^      |
| 프랑스 (SNEP)                                                   | 플래티넘 | 1,500,000     |
| 독일 (BVMI)                                                     | 골드     | 250,000^      |
| 일본                                                            | —        | 32,000        |
| 네덜란드                                                        | —        | 50,000        |
| 폴란드 (ZPAV)                                                   | 골드     | 10,000        |
| 스웨덴                                                          | —        | 60,000        |
| 영국 (BPI)                                                      | 플래티넘 | 300,000^      |
| 미국                                                            | —        | 300,000       |
| 요약                                                            |          |               |
| 전 세계                                                         | —        | 15,000,000    |
| ^출하량을 기반으로 한 인증 · 판매량+스트리밍을 기반으로 한 인증 |          |               |

## 주요 발매 역사
| 연도 | 판본 형태     | 매체   | 국가               | 레이블                      | 카탈로그 번호             | 비고                                                                                   |
| ---- | ------------- | ------ | ------------------ | --------------------------- | ------------------------- | -------------------------------------------------------------------------------------- |
| 1976 | 원반(原盤)    | 레코드 | 프랑스, 독일       | 르 디스크 모터스, 폴리도르  | 2933 207, 2344 068        | 초판(初版)                                                                             |
| 1976 | 원반          | 카세트 | 프랑스             | 르 디스크 모터스            | 3 222 215                 | 첫 카세트 프레싱 (자주색이 초판, 흰색은 재발매)                                        |
| 1983 | 원반          | CD     | 프랑스, 독일       | 디스크 드레이퓌스, 폴리도르 | FDM CD-77000, 800 015-2   | 첫 CD 프레싱                                                                           |
| 1991 | 리마스터링 반 | CD     | 프랑스             | 디스크 드레이퓌스           | 824 746-2                 | 디지털 방식으로 리마스터링한 시리즈                                                    |
| 1997 | 리마스터링 반 | CD     | 프랑스, 오스트리아 | 디스크 드레이퓌스, 에픽     | FDM 36140-2, EPC 487375 2 | 스코트 헐의 96kHz/24bit 기술, 표지 뒷면에 다른 에픽 로고, 유통코드, 웹사이트 주소 존재 |
| 2014 | 리마스터링 반 | CD     | 유럽               | 소니 뮤직                   | 88843024682               | 야쿠다 오디오에서 데이브 대드워터가 작업                                               |
| 2015 | 리마스터링 반 | 레코드 | 유럽               | 소니 뮤직                   | 88843024681               | 180그램, 재발매, 2016년 12월 공식 온라인 매장에서 사인 한정판으로 몇 장 판매           |